# LEGO Eiland 2: De wraak van Dondersteen
LEGO Eiland 2: De wraak van Dondersteen (Engelse titel: Lego Island 2: Brickster's Revenge) is een action-adventurespel. Het werd op 30 maart 2001 uitgebracht voor de PlayStation, Game Boy Color en Windows en  op 2 oktober 2001 voor de Game Boy Advance. Het spel is de opvolger van LEGO Island.

## Verhaal
Na de gebeurtenissen in het vorige spel krijgt Pepper Roni (de hoofdpersoon) een nieuw huis, op voorwaarde dat hij pizza's blijft bezorgen op het eiland. Pepper krijgt de opdracht om een pizza te bezorgen bij de gevangeniscel. Dondersteen (The Brickster) gebruikt de pepers van de pizza om een zo scherpe en hete adem te krijgen dat hij kan ontsnappen uit de gevangeniscel. 
Hij steelt daarna de politiehelikopter en vliegt naar het informatiecentrum. Daar steelt hij de Constructopedia, het boek dat blauwdrukken bevat van alle gebouwen op het eiland. Hij verspreidt de delen van het boek door tijd en ruimte, waardoor alle gebouwen op het eiland worden vernietigd. Pepper krijgt de taak om alle pagina's te vinden om zo de gebouwen weer op te bouwen.

## Systeemeisen
De volgende systeemeisen zijn minimaal en hebben betrekking tot de Windows-versie.

## Ontvangst
| Beoordeeld door                | Platform         | Datum            | Score |
| ------------------------------ | ---------------- | ---------------- | ----- |
| Game industry News (GiN)       | Game Boy Advance | 2001             | 80%   |
| Game industry News (GiN)       | Windows          | 2001             | 80%   |
| NowGamer                       | PlayStation      | 30 maart 2001    | 71%   |
| Consoles Plus                  | PlayStation      | september 2001   | 60%   |
| All Game Guide                 | PlayStation      | 2001             | 60%   |
| Adrenaline Vault, The (AVault) | Windows          | 8 mei 2001       | 60%   |
| Jeuxvideo.com                  | Game Boy Color   | 13 augustus 2001 | 55%   |
| IGN                            | Game Boy Color   | 16 april 2001    | 50%   |
| IGN                            | Game Boy Advance | 16 april 2001    | 50%   |
| Game Vortex                    | Game Boy Color   | 2001             | 40%   |

## Trivia
- In de Nederlandstalige versie van het spel behielden bijna alle personages hun oorspronkelijke naam. Alleen The Brickster werd daarin Dondersteen.